# MTV Networks Wallonia
MTV Networks Wallonia SPRL était un groupe qui détenait trois chaînes en Fédération Wallonie-Bruxelles : la chaîne musicale MTV Wallonia et les chaînes pour enfant Nickelodeon et Nick Junior.
L'ancrage belge était principalement marqué via les encarts publicitaires belges et non français. De plus en plus, MTV Networks Wallonia diffusait de temps à autre des petits programmes belges, comme la mini-série « Le kot ».
La SPRL disparut en 2011, à la suite d'une fusion absorption par la SPRL MTV Networks Belgium.

## Historique
Le 14 juillet 2006, MTV est lancée et le canal divisé en deux, en proposant ainsi une nouvelle chaîne : Nickelodeon et création de MTV Networks Belgium.
Le 3 juillet 2008, le CSA autorise MTV Networks Wallonia SPRL à diffuser en Communauté française de Belgique, en lieu et place de MTV Network Belgium),. Cette autorisation est alors valable pour une durée de neuf ans.
Le 28 août 2009, la chaîne des 3 à 6 ans, Nick Jr., est lancée.
Le 3 mars 2011, la SPRL MTV Networks Wallonia et la SPRL MTV Networks Belgium ont averti le CSA de l’intégration de la première par la seconde, par voie de fusion-absorption. Le 15 septembre 2011, la SPRL MTV Networks Belgium, dont le siège social était alors établi à Lint, a notifié au Conseil supérieur de l’audiovisuel qu’à la date du 1er octobre 2011, elle n’éditait plus le service « Nickelodeon – MTV Wallonia », celui-ci passant sous la responsabilité éditoriale de la société MTV Networks BV, établie aux Pays-Bas et de ce fait sous la juridiction de cet Etat. Par conséquent, le CSA belge a constaté la caducité de l'autorisation délivrée à MTV Networks Wallonia.
À partir du 4 octobre 2011, le canal MTV / Nickelodeon est scindé en deux, uniquement sur les plateformes numériques,.
Le 1er janvier 2012, MTV Networks devient Viacom International Media Networks.